# Жилин, Николай Васильевич
Николай Васильевич Жилин (1850 — 16 марта 1931) — смотритель Глазовского духовного училища, член IV Государственной думы от Вятской губернии.

## Биография
Сын диакона.

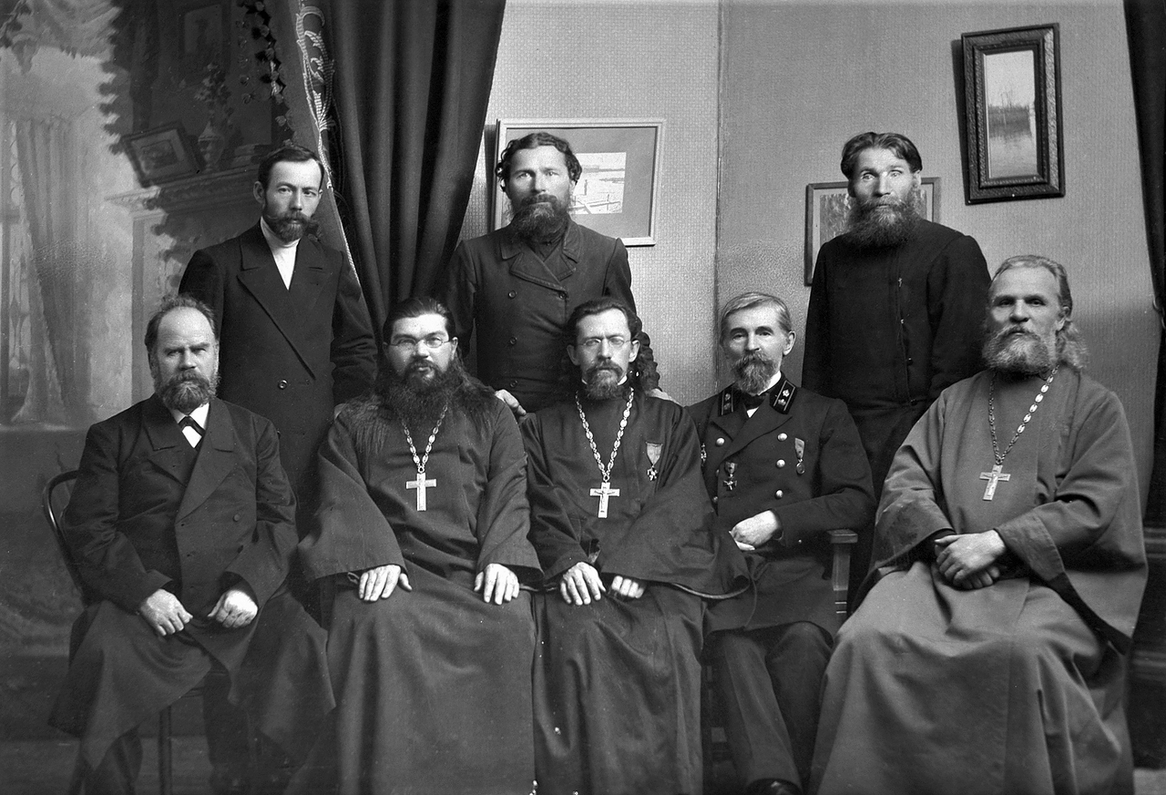
Депутаты IV Государственной Думы от Вятской губернии. Верхний ряд: С. А. Калинин, К. А. Тарасов, К. Е. Городилов; Нижний ряд: Н. П. Стародумов, И. М. Короваев, С. А. Попов, Н. В. Жилин, С. В. Сырнев

В 1876 году окончил Казанскую духовную академию магистрантом и был назначен преподавателем Полтавской духовной семинарии, одновременно давая уроки и в женском епархиальном училище. В 1878 году был избран смотрителем Глазовского духовного училища, в каковой должности пробыл до 1912 года. Кроме того, состоял членом Глазовского отделения епархиального училищного совета и общества трезвости. Издавал листок «Глазовская речь». Дослужившись до чина статского советника, получил личное дворянство.
В 1912 году был избран членом Государственной думы от 1-го и 2-го съездов городских избирателей Вятской губернии. Входил во фракцию правых. Состоял членом комиссий: редакционной, по народному образованию, о путях сообщения, по военным и морским делам, по рабочему вопросу. В 1913 году вступил в Русское собрание, а в следующем году стал членом-учредителем Всероссийского Филаретовского общества народного образования.
Во время Февральской революции, до 12 марта 1917 года отсутствовал в Петрограде. В мае 1917 крестьянский съезд в Глазове принял решение обратиться в Государственную думу с требованием лишить Жилина звания и жалованья члена ГД.
Был вдовцом, имел двух дочерей. Скончался 16 марта 1931 года от крупозного воспаления лёгких

## Литературы
- 4-й созыв Государственной думы: Худож. фототип. альбом с портретами и биографиями. — СПб.: Изд. Н. Н. Ольшанского, 1913.
- Государственная дума Российской империи: 1906—1917. — М.: РОССПЭН, 2008.
- Кочин Г. А. Судьба смотрителя Глазовского духовного училища. Депутат IV Государственной думы Николай Васильевич Жилин. // Глазовский краеведческий музей, 05.02.2020.